# Mastopoma perundulatum
Mastopoma perundulatum là một loài Rêu trong họ Sematophyllaceae. Loài này được (Dixon) Horik. & Ando mô tả khoa học đầu tiên năm 1964.